# Saint-Pryvé-Saint-Mesmin
Saint-Pryvé-Saint-Mesmin é uma comuna francesa na região administrativa do Centro, no departamento Loiret. Estende-se por uma área de 8,87 km². Em 2010 a comuna tinha 6 039 habitantes (densidade: 680,8 hab./km²).